# Шолакшалкар
Шолакшалкар (каз. Шолақшалқар) — группа озёр в бассейне реки Нура, расположенная в Коргалжынском районе Акмолинской области Казахстана.
В состав группы входят озёра Шалкар, Коктал и Шолак, через которые последовательно протекает река Нура, двигаясь в северо-западном направлении. Озёра Шалкар и Коктал разделены короткой широкой протокой, озёра Коктал и Шолак — более узкой и более длинной. Высота над уровнем моря составляет 317 м. Суммарная площадь зеркала — 58,1 км².
Озёра лежат в плоской болотистой долине. Берега крутые, каменистые. Питание в значительной степени дождевое. Во времена паводков озёра выходят из берегов.
В воде обитают карась, щука, язь, сазан.